# Nikola J. Samardžić
Nikola J. Samardžić (Ledenice, Kotor, Crna Gora, 24. listopada 1935. - Sydney, 25. prosinca 2005.) bio je kapetan duge plovidbe, bivši ministar vanjskih poslova Crne Gore i dugogodišnji direktor Jugooceanije.

## Životopis
Nikola J. Samardžić rođen je 24. listopada 1935. godine u Ledenicama u obitelji učitelja. U brodarstvu je stekao obrazovanje i karijeru. Plovio je na prekooceanskim brodovima u svim zvanjima. Nakon 18 godina prešao je u direkciju pomorskog poduzeća “Jugooceanija” iz Kotora, gdje je postupno napredovao do direktora. U Rijeci je završio višu pomorsku školu i položio ispit za kapetana duge plovidbe. Usporedno je izvanredno studirao na Pravnom fakultetu u Ljubljani. U Ženevi je završio specijalizaciju Ujedinjenih naroda za pomorsku ekonomiju i management. Praksu je obavio u Norveškoj. Bio je poliglot. Pokraj materonskog crnogorskog jezika, govorio je engleski, ruski, talijanski i španjolski jezik.
Bio je u stalnom, javnom sukobu s politikom Slobodana Miloševića od osamdesetih godina do smrti, a ni ranih 2000-ih nije bio miljenik ni predstavnik aktualne vlasti u Crnoj Gori. Ministar vanjskih poslova Crne Gore bio je u vladi Mila Đukanovića od 16. veljače 1991. do 31. srpnja 1992. godine
O crnogorskom napadu na Dubrovnik svjedočio je kako mu je prethodila sjednica predsjedništva, Vlade i generala 1. listopada 1991. godine na kojoj su glavnu riječ vodili generali u pohodnim za boj spremnim odorama, što je nazvao "uspostavljanjem vojne uprave nad Crnom Gorom, petom po redu u 20. stoljeću, ne računajući onu policijsku 1948 godine".
O toj sjednici koju su neki poricali, kazao je "1 oktobra 1991, bio sam obmanut od strane generala, jer sam do tada vjerovao u JNA, pa sam i ja izjavio da treba da se branimo ako smo napadnuti. Međutim, odmah po završetku te sjednice shvatio sam da sam prevaren i postavio se potpuno otvoreno protiv agresije na Hrvatsku, i suprotstavio se zvaničnoj politici tadašnje Crne Gore".
"Na sjednici Skupštine CG, u noći između 17 i 18 oktobra 1991 imao sam u svojstvu ministra i člana Parlamenta, jednočasovno izlaganje u kojem sam tražio da bez oklijevanja prihvatimo projekat Lord-a Carrington-a za uspostavljanja mira u Jugoslaviji, da odmah prekinemo rat s Hrvatskom. Tada sam javno u skupštini rekao da u tom ratu nećemo pobijediti nego doživjeti sramotni poraz. Pošto je bio direktan TV prenos iz skupštine, jedna grupa ultra - nacionalista uletjela je u skupštinu s namjerom da me tuče i vrijeđa."
Dana 31. srpnja 1992. godine službeno je smijenjen zbog oštrog i javnog suprotstavljanja tadašnjoj službenoj politici Srbije i Crne Gore. Dužnost ministra predao je još 26. svibnja 1992. godine i otišao na Maltu, gdje je zbog sankcija UN premjestio sjedište Jugooceanije.
Nakon sukoba s ministrom financija Predragom Goranovićem 1994. godine otišao je živjeti u Ausraliju. U Australiji je bio član Crnogorske Etničke Zajednice Australije, gdje je imao zapaženu ulogu sve do prije smrti.
Borio se za priznanje crnogorske nezavisnosti. Isticao je da je u uvjetima potpune potlačenosti od nacionalističkih Miloševićevih snaga, Crna Gora učinila sve što je mogla da sačuva svoju državnost, a da je za njegova mandata crnogorski parlament 23. prosinca 1991. godine u odgovoru na pet pitanja Europske unije izglasao stav da Crna Gora postaje nezavisna i suverena država onoga momenta kada Jugoslavija prestane postojati. Od tad su po Samardžiću prestale postojati čak dvije Jugoslavije, komunistička i Miloševićeva, te time Crna Gora je de facto nezavisna, a Crnoj Gori se i dalje osporava pravo na nezavisnost.
Na svjedočenju u Haagu 2004. godine, srpsko-crnogorski napad na Dubrovnik nazvao je ničim izazvanu sramotnu agresiju na središte hrvatske i sveslavenske civilizacije i kulture. Prozvao je generala Strugara za kršenje moralnog kodeksa crnogorstva. Istakao je veliku ulogu Hrvata iz Hrvatske i Boke koji su davali neprocjenjiv doprinos razvoju i učvršćenju nezavisne i slobodne države Crne Gore, neizbrisivi pečat razvoju crnogorskog prava i kulture, pomoć hrvatskog turizma razvitku crnogorskog, veliku zaslugu pomoći hrvatskog pomorstva putem školovanja i brodovlja razvitku crnogorskog pomorstva.
Na svjedočenju je tvrdio da su kod Dubrovnika kapetana bojnog broda Krstu Đurovića ubile jedinice JNA.
Nikad mu nije oduzeto crnogorsno ni jugoslavensko državljanstvo. Posljednjih godina svog života bio je vazan za bolnicu i bolnički krevet. Imao je želju vratiti se u Crnu Goru i ondje provesti posljednje dane, u čemu ga je pretekla smrt.
Umro je u Sydneyu prosinca 2005. godine. Počast mu je odata 29. prosinca 2005. godine u pogrebnom poduzeću Walter Carter u uskom obiteljskom krugu i krugu bliskih prijatelja. Njegovi posmrtni ostatci kremirani su 30. prosinca 2005. godine. U Grčkoj pravoslavnoj crkvi St George održana pogrebna ceremonija. Istoga dana kremirani su njegovi posmrtni ostaci. Urna s pepelom odnesena je u rodnu Crnu Goru, gdje je pokopan. Od crnogorskih medija samo je Pobjeda izvijestila o njegovoj smrti.